# Type-96
Type-85/96 serien är en av den andra generationens stridsvagnar i Kina. Kina ansåg det nödvändigt att skapa nyare stridsvagnar i slutet av 1980-talet som svar på Sovjets nya stridsvagnar som T-80. Kina och Sovjetunionen var i konflikt med varandra och stridigheter förekom, men relationerna blev bättre. Man behövde också nya stridsvagnar för att kunna matcha NATO. Resultatet blev Type-80 och Type-85 som introducerades 1988. Type-80 gick i produktion som Type-88 men Type-85 fortsatte vara en experimentprototyp i några år.
Efter Gulfkriget genomfördes i Kina tester som visade att Type-88 var underlägsen stridsvagnarna i Västvärlden. I väntan på tredje generationens stridsvagn som inte hade kommit var man tvungen att utveckla Type-85. Det man fick var andra varianter som var utrustade med sofistikerad teknik som ERA reaktiva pansarplåtar (1995), bättre skydd, 125 mm slätborrad kanon med 42 projektiler, mörkerseendeteknik och förbättrat eldledningssystem. De nya varianterna massproducerades för export.
1996 kom en variant som Folkets befrielsearmé var beredd att satsa på. Det var Type-85 III, som fick det officiella namnet Type-96. Type-96 blev en framgång och började produceras (vilket Kina kommer fortsätta att göra några år framåt). Den placerades i de kinesiska markstyrkorna 1997. Den kinesiska staten har beslutat att alla elitpansarstyrkor kommer att ha Type-96 stridsvagnar. År 2005 hade Befrielsearmén cirka 1500 av dem. Det är meningen att Type-96 senare kommer att ersätta stridsvagnarna av Type-59/69/79 och elitstyrkorna ska använda Type-99.
Type-85 användes inte mycket av Kina men blev en lyckad exportvariant. I slutet av 1990-talet köpte Pakistan flera hundra Type-85 IIM. Idag är de flesta Type-85/96 i tjänst i Kinas och Pakistans markstyrkor.

## Varianter

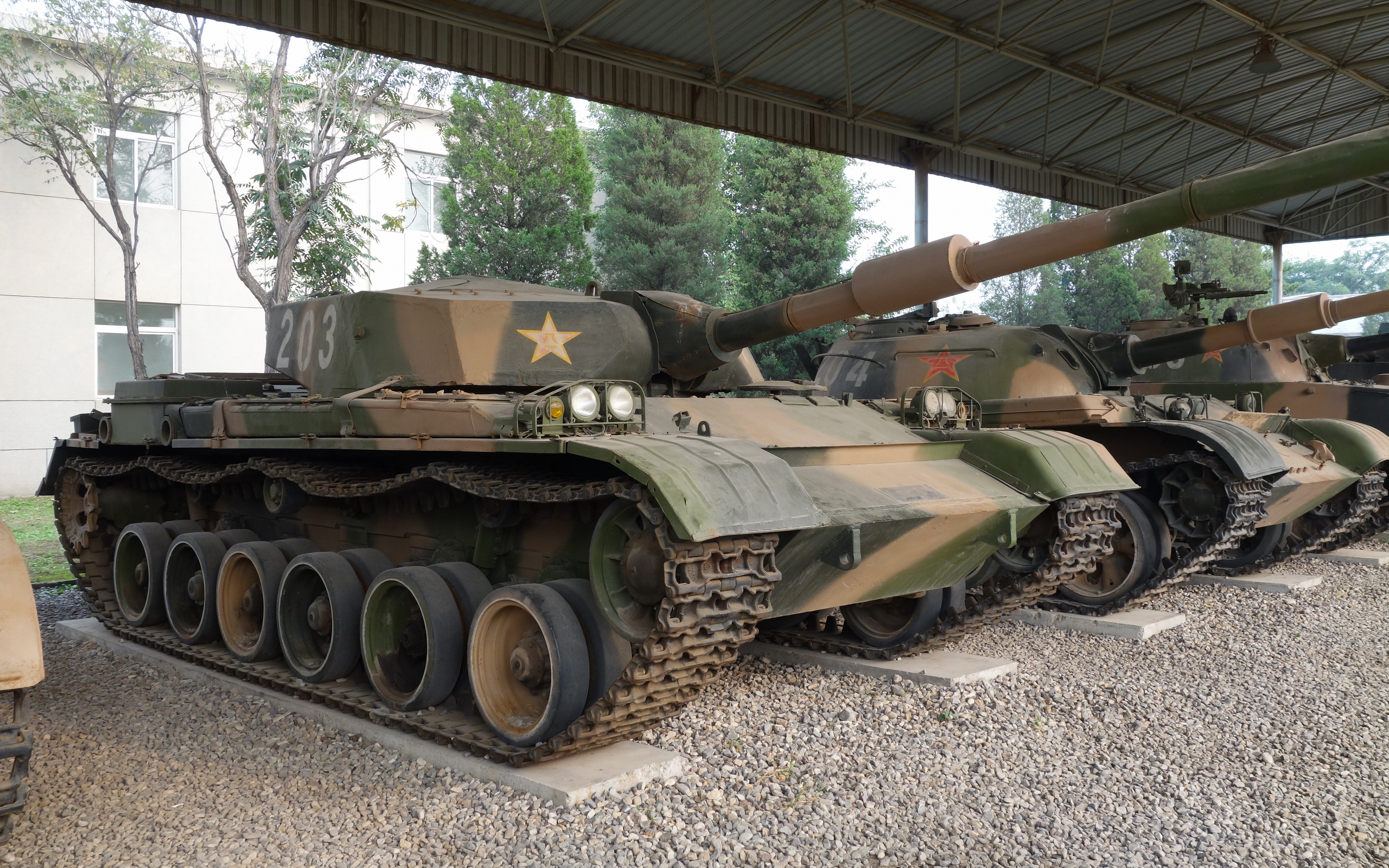
Type 85-I

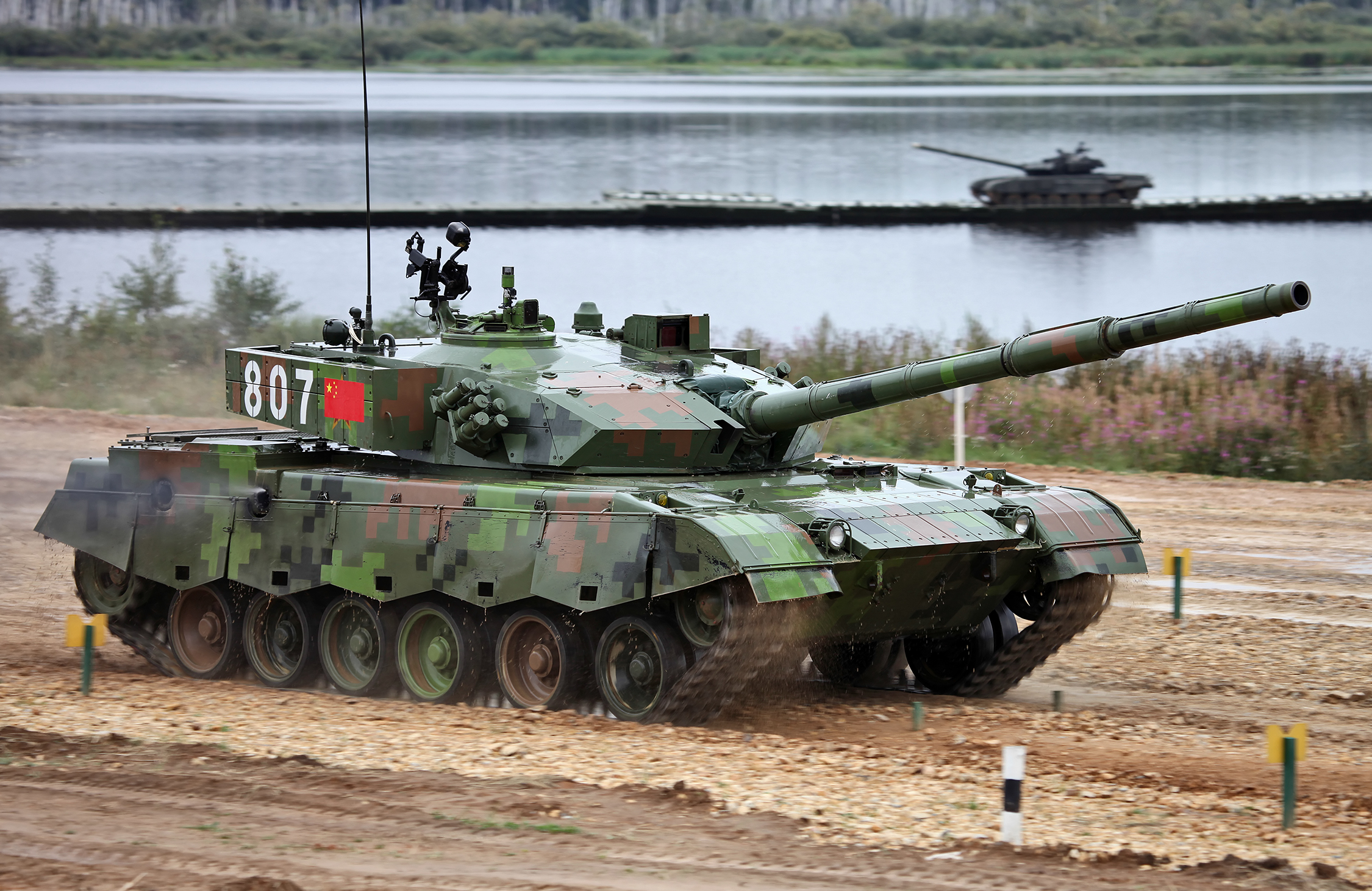
Type 96A

- Type-85: experimentprototyp byggd på Type-80-chassit utrustad med en 105 mm räfflad kanon.
- Type-85 I: förbättrad variant med ett system som leder bort värmen i kanonen.
- Type-85 II: förbättrad variant med ett modifierat eldledningssystem.
- Type-85 IIA: Försedd med en 125 mm slätborrad kanon som ersatte den gamla 105 mm räfflade kanonen. Den automatiska laddaren är baserad på den ryska 2A46 designen.
- Type-85 IIM: Den första modellen som blev utrustad med en 125 mm automatiskt laddad slätborrad kanon. Flera hundra av denna modell exporterades till Pakistan.
- Type-85 IIAP: lätt modifierad variant av Type-85 IIM speciellt för export till Pakistan.
- Type -85 III: utrustad med en starkare motor och med reaktiva pansarblock. Var endast en prototyp. Den producerades aldrig.
- Type-96: produktionsvarianten av Type-85 IIM för Kinas styrkor. utrustad med ERA reaktivt pansar. Kan skjuta 6-8 skott i minuten, och antistridsvagnsmissiler från kanonen. Används idag av Kinas elitpansartrupper.